# Случај Хармс (филм)
Случај Хармс  је југословенски и српски филм који је режирао Слободан Пешић, а снимљен је 1987. године.

## Кратак садржај
Ово је прича о писцу Данилу Ивановичу Хармсу који је био прогоњен од совјетске власти. Описујући у својим књигама необичне случајеве и догађаје и сам постане део њих, од органа државне безбедности

## Улоге
| Глумац               | Улога                |
| -------------------- | -------------------- |
| Младен Андрејевић    | Заболочки            |
| Абдула Азиновић      | Пијанац 2            |
| Мирослав Буковчић    | Официр који пуца     |
| Бранко Цвејић        | Марија Василијевна   |
| Ивана Деспотовић     | Ида Марковна 2       |
| Љубомир Дидић        | Архивар              |
| Љубомир Драшкић Муци | Свештеник            |
| Рахела Ферари        | Стара дама           |
| Ерол Кадић           | Пијанац 1            |
| Милутин Караџић      | Инвалид инструктор   |
| Војислав Костић      | Мајстор              |
| Александар Котхај    | Црноберзијанац       |
| Виолета Крокер       | Ида Марковна 2       |
| Предраг Лаковић      | Хармоникаш           |
| Франо Ласић          | Данил Хармс          |
| Дамјана Лутхар       | Анђео                |
| Дубравка Марковић    | Официр анђео         |
| Ивана Марковић       | жена Феђе Давидовића |
| Зоран Миљковић       | Инспектор КГБ-а      |
| Жељко Николић        | Феђа Давидовић       |
| Богољуб Петровић     | КБГ агент            |
| Љубо Шкиљевић        | КГБ, агент 2         |
| Дијана Шпорчић       | Жена полицајац       |
| Милица Томић         | Ирина Мазер          |
| Миливоје Томић       | Кино оператер        |
| Еуген Вербер         | Писар                |
| Оливера Викторовић   | Жена у кафани        |
| Франциско Жегарац    | Данил Хармс, дете    |
| Бранислав Зеремски   | Малограђанин         |
| Стево Жигон          | Професор             |

## Културно добро
Југословенска кинотека је, у складу са својим овлашћењима на основу Закона о културним добрима, 28. децембра 2016. године прогласила сто српских играних филмова (1911-1999) за културно добро од великог значаја. На тој листи се налази и филм "Случај Хармс".